# Bikubenfonden
Bikubenfonden er en dansk fond, der blev etableret i 1989 som følge af at Sparekassen Bikuben blev omdannet til et aktieselskab. Fondens formue udspringer således af sparekassens egenkapital ved aktieemissionen.  
Fonden støtter almennyttige og velgørende formål med hovedvægt på kunst og kultur. I 1998 indstiftede fonden teaterprisen Årets Reumert, og i 2001 Den Danske Museumspris. I 2004 kom Bikubens Museumslegat til, og i forbindelse med kronprinsparrets bryllup i 2004 Kronprinsparrets Kulturpris. Fonden støtter desuden fast en række aktiviteter ved Det Kongelige Teater. 
Der findes yderlige to fonde med forbindelser til det tidligere pengeinstitut; BG Fonden, grundlagt 1980, som støtter humanitære, sociale, kulturelle, videnskabelige og uddannelsesmæssige formål samt Kollegiefonden Bikuben, der opfører og driver kollegier.
Bikubenfondens egenkapital var pr. 31. december 2008 650 mio. kr.